# 萨伊 (伊夫林省)
萨伊（法語：Sailly，法語發音：[saji]）是法国伊夫林省的一个市镇，属于芒特拉若利区。

## 地理
萨伊（49°2'25"N, 1°48'1"E）面积5.45 平方千米，位于法国法蘭西島大區伊夫林省，该省份为法国北部内陆省份，北起瓦兹河谷省，西接厄尔省，西南接厄尔-卢瓦省，东南接埃松省，东临上塞纳省。
与萨伊接壤的市镇（或旧市镇、城区）包括：韦克桑地区布吕埃伊、德罗库尔、丰特奈圣佩尔、韦克桑地区兰维尔、安库尔。

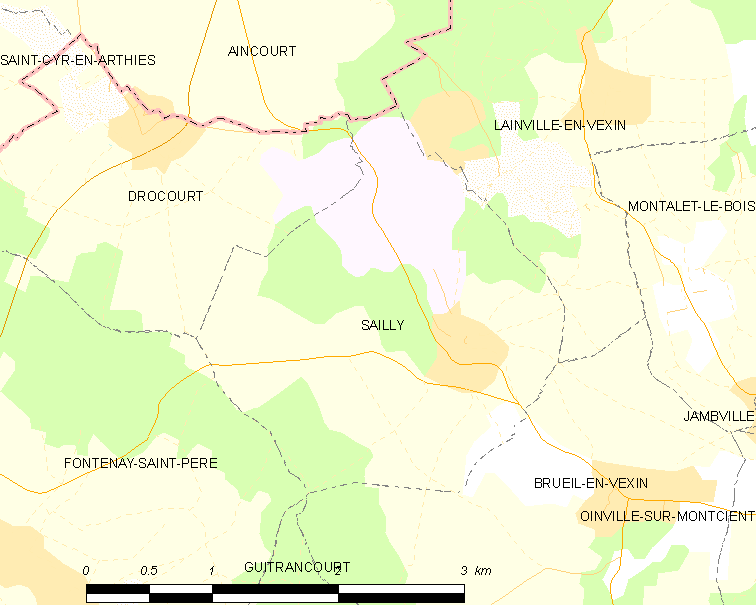
的OSM定位图

萨伊的时区为UTC+01:00、UTC+02:00（夏令时）。

## 行政
萨伊的邮政编码为78440，INSEE市镇编码为78536。

## 政治
萨伊所属的省级选区为利迈县。

## 人口

1962-2008年间人口变化图示

萨伊于2022年1月1日时的人口数量为335人。